# Jo’aw Ziw
Jo’aw Ziw, Yoav Ziv (ur. 16 marca 1981 w Haderze) – izraelski piłkarz, obrońca.
Swoją piłkarską karierę rozpoczął w zespole Maccabi Hajfa na poziomie juniorskim. Następnie występował w takich klubach jak: Hapoel Hajfa oraz Hapoel Nacerat Illit, z którym awansował z Liga Leumit (II liga izraelska) do Ligat ha’Al (I liga izraelska).
W 2005 roku przeniósł się do Beitaru Jerozolima, przy okazji oznajmiając, że jest fanem tego zespołu. W zespole ze stolicy Izraela występował na skrzydłach, bądź jako cofnięty obrońca. Aktualnie jest stoperem.
Od sezonu 2006/07, gdy trenerem Beitaru Jerozolima był Yossi Mizrah, Jo’aw Ziw zyskał stałe miejsce w zespole. W 2008 roku został z Beitarem mistrzem Izraela.
Na początku 2009 roku Ziw został piłkarzem KSC Lokeren, w którym był trzecim Izraelczykiem obok Omera Golana i Awiego Strula. W 2010 roku wrócił do Izraela i został piłkarzem Maccabi Tel Awiw.
Jo’aw Ziw wystąpił w 32 spotkaniach reprezentacji Izraela, nie zdobywając gola.